# Fazer
Fazer je jedna z největších společností ve finském potravinářském průmyslu. Byla založena roku 1891 Karlem Fazerem v Helsinkách. Dnes firma vyrábí především cukrovinky, čokolády a různé druhy chlebů. Působí v osmi zemích, především ve Skandinávii a Pobaltí, a do dalších 27 zemí prodává své výrobky. Ve Finsku, Norsku, Dánsku, Švédsku a Rusku provozuje okolo 1200 restaurací.
Fazer koupil několik dalších potravinářských firem, např. finský Chymos (v roce 1993) nebo dánský Perelly. V roce 2000 se Fazer sloučil s konkurentní švédskou firmou Cloetta a vystupovali pod společným názvem Cloetta Fazer. V červenci 2008 se však zpátky rozdělili na dva samostatné podniky.

## Výrobky
- Pihlaja (neboli také kettukarki, později přejmenovány na Pihlajanmarja) – nejstarší cukrovinka vyráběná Fazerem (1895)
- Mignon – velikonoční čokoládové vajíčko, druhý nejstarší výrobek Fazeru (1896)
- Fazerin Sininen (anglicky Fazer Blue) – čokoláda, typický je pro ni modrý obal s podpisem Karla Fazera (1922)
- Dumle – cukrovinka (1945)
- Pantteri – cukrovinka původně prodávaná finským Chymosem (1961)
- Geisha – čokoláda (1962)

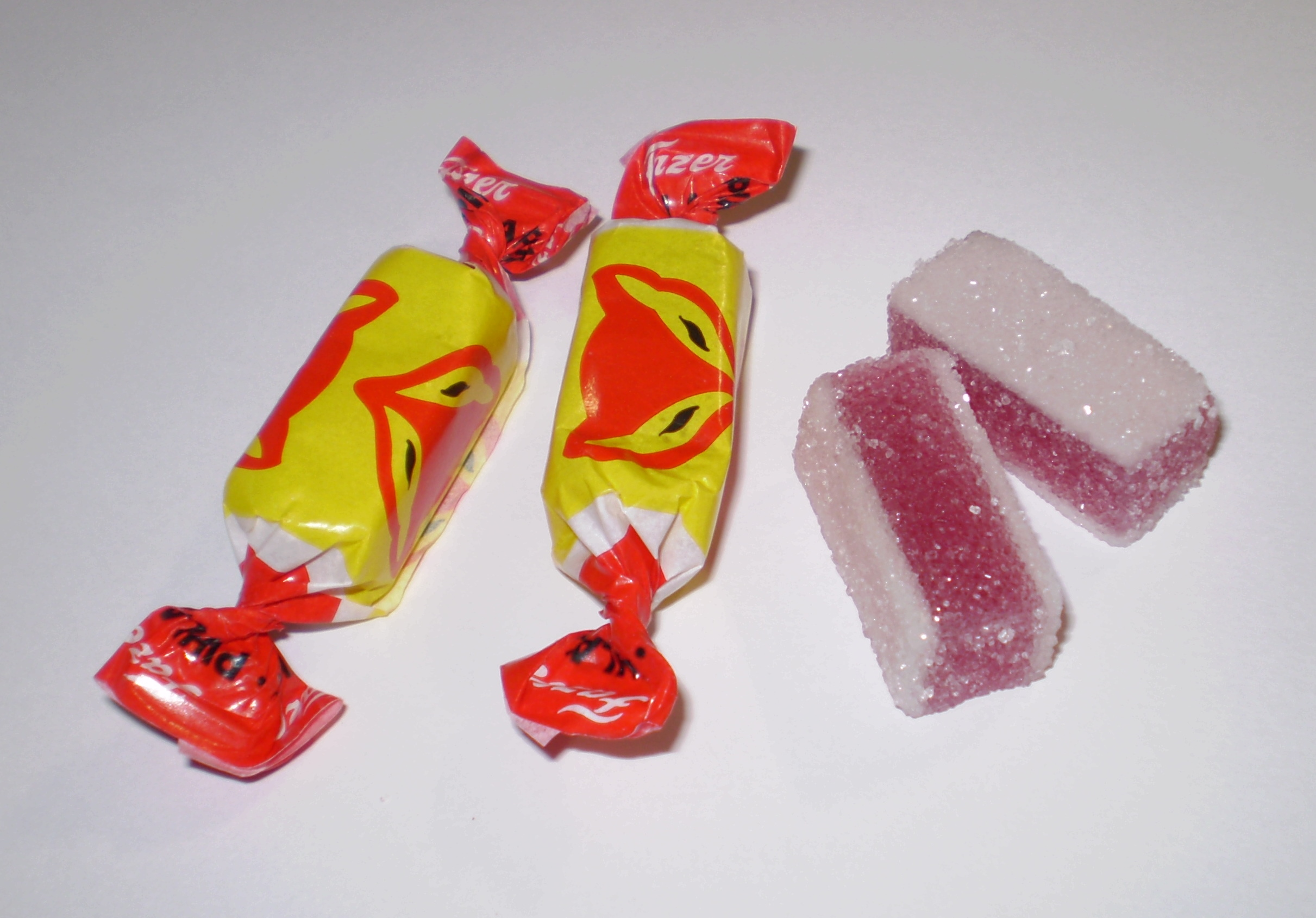
Pihlaja
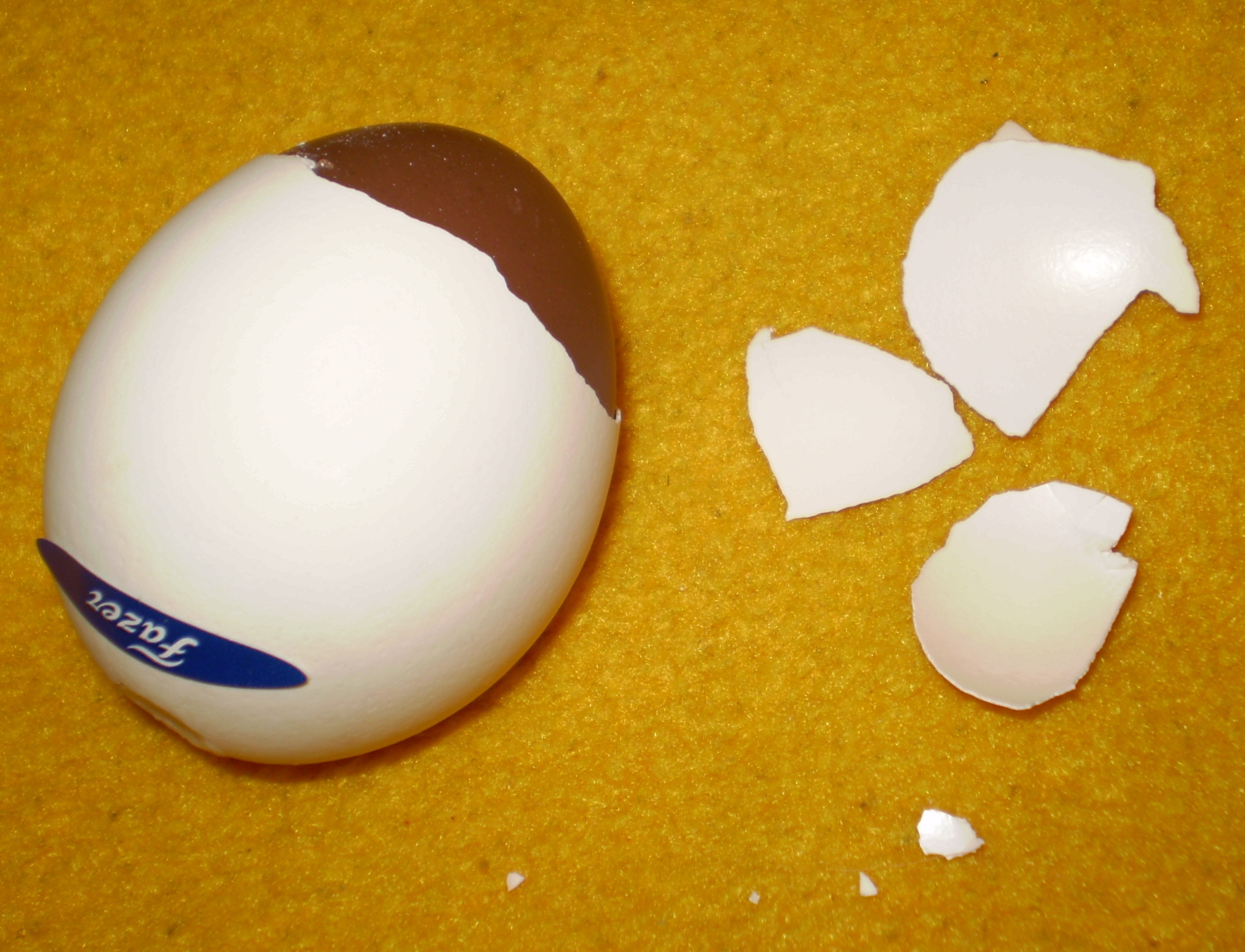
Mignon
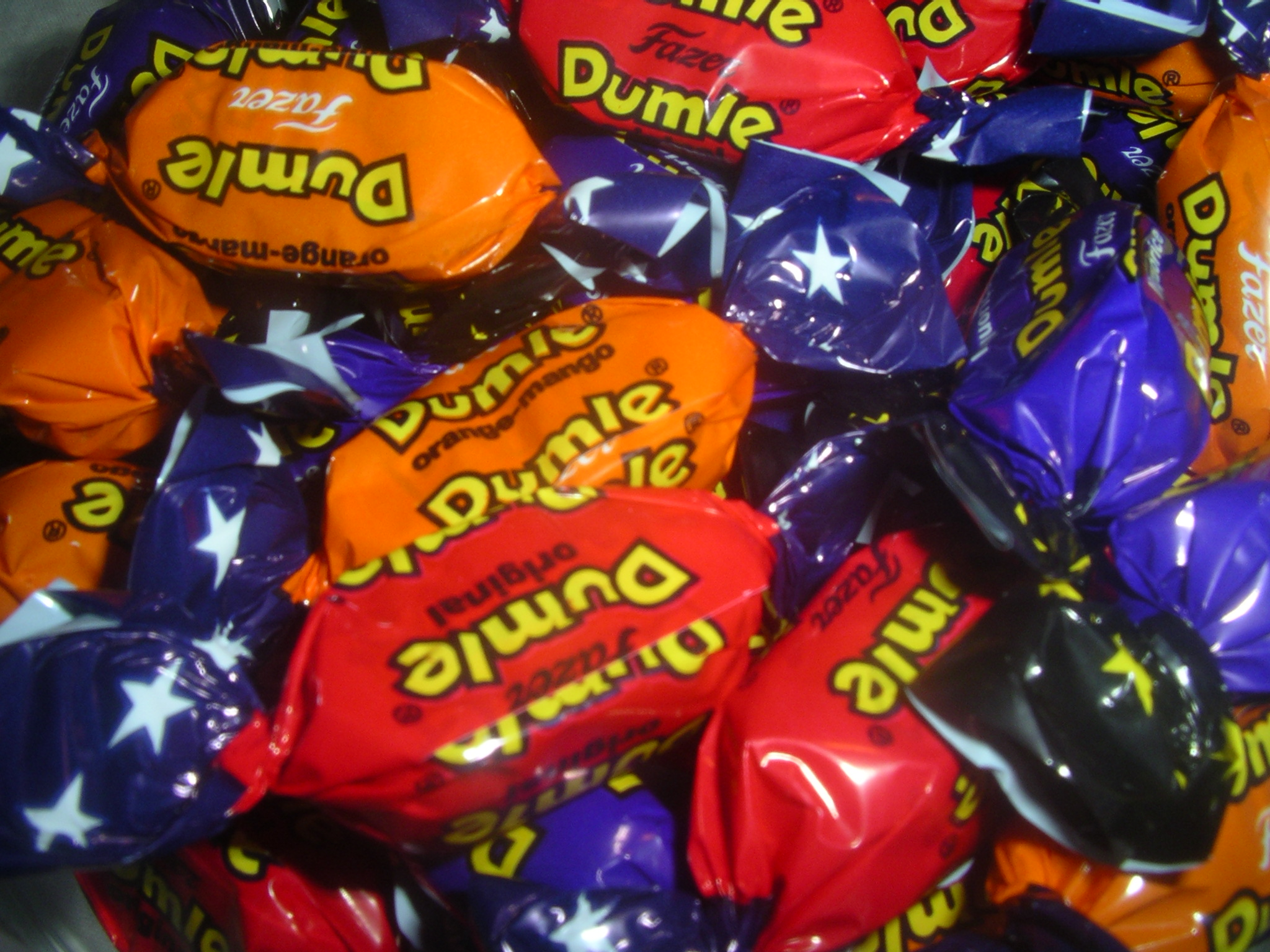
Dumle
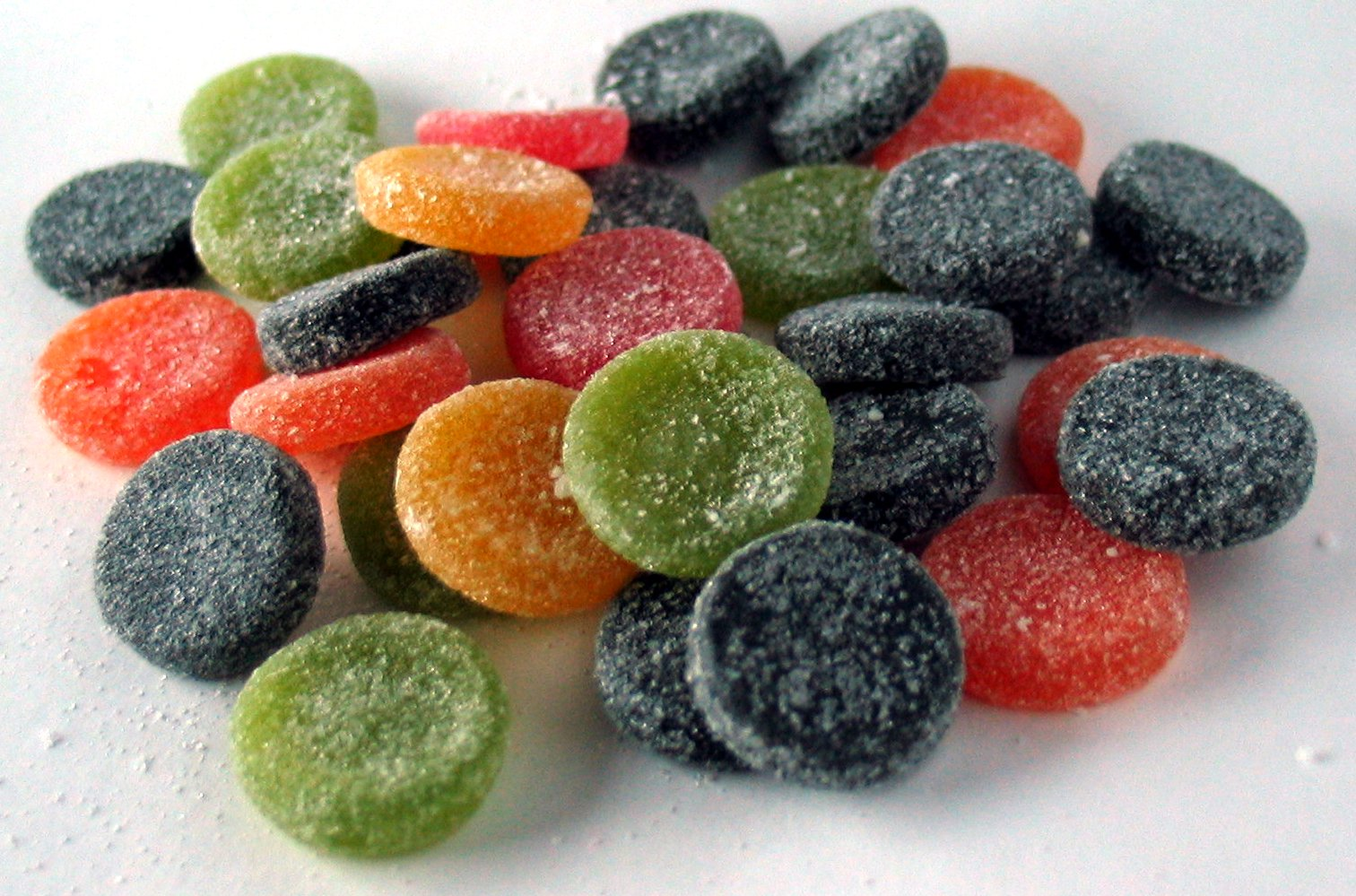
Pantteri